# Reattore subcritico
In ingegneria nucleare un reattore subcritico è un reattore nucleare a fissione incapace di perpetuare autonomamente la reazione a catena senza una fonte esterna di neutroni.
La fonte esterna di neutroni può essere un acceleratore di particelle il cui fascio collide su un bersaglio opportuno (tipicamente un eutettico piombo-bismuto), mantenendo la reazione in regime critico (produzione controllata e costante del numero di fissioni e quindi dell'energia prodotta). In questo caso si parla di reattore ADS (Accelerator-Driven System).
Un'altra fonte esterna di neutroni può essere un reattore a fusione a confinamento inerziale laser, in questo caso si parla di reattore nucleare ibrido a fissione-fusione.
Il reattore, quindi, può essere disattivato istantaneamente spegnendo l'acceleratore, o il procedimento di fusione nucleare, rendendo il sistema privo dei rischi dei classici reattori in cui un malfunzionamento può far perdere il controllo della reazione a catena.

## Principio di funzionamento ADS
Lo schema di funzionamento prevalente consiste in un acceleratore di protoni di energia di circa 1 GeV, il cui fascio colpisce un bersaglio raffreddato con piombo e bismuto liquidi all'interno del nucleo. Per ogni protone che interagisce con il bersaglio in media vengono creati per spallazione 20 neutroni che vanno ad irraggiare il nucleo.
Il numero di neutroni prodotti e quindi la reazione può essere controllata tramite l'acceleratore. Se questo si spegne anche la reazione cessa. È quindi impossibile che il nocciolo continui da solo la reazione nucleare, rendendo il reattore intrinsecamente sicuro.

## Difficoltà tecniche
Le difficoltà tecniche da superare per poter realizzare reattori subcritici riguardano i costi e l'integrazione nel ciclo di smaltimento dei rifiuti nucleari. L'acceleratore deve fornire un fascio sufficientemente intenso e affidabile. Ci sono dubbi sulla tipologia e sulla tenuta della finestra da cui i protoni accelerati entrano nel nucleo, che verrebbe sottoposta a condizione estreme. Punti critici sono la separazione chimica degli elementi transuranici e la gestione del combustibile. Infine la mancanza di dati sui neutroni ad alte energie pone dei limiti all'efficienza calcolabile nel progetto.

## Primi esperimenti
Alcuni esperimenti di laboratorio e molti studi teorici hanno dimostrato la possibilità, in linea di principio, di realizzare tali impianti. Il fisico italiano Carlo Rubbia è stato uno dei primi a concepire un reattore subcritico, il cosiddetto "Rubbiatron". Dal 2005 sono stati avviati molti progetti su larga scala in Europa e Giappone per sviluppare ulteriormente tale tecnologia.